# Salsola sericata
Salsola sericata är en amarantväxtart som beskrevs av Viktor Petrovitj Botjantsev. Salsola sericata ingår i släktet sodaörter, och familjen amarantväxter. Inga underarter finns listade i Catalogue of Life.